# Тель-Авівська фондова біржа
32°03′52″ пн. ш. 34°46′13″ сх. д. / 32.06455° пн. ш. 34.770308333333° сх. д.
Тель-Авівська фондова біржа (Tel Aviv Stock Exchange, TASE,івр. ‏הבורסה לניירות ערך בתל אביב) — створена в 1953 році на базі бюро з торгівлі цінними паперами. Являє собою приватну компанію, серед акціонерів — 27 ізраїльських банків і брокерських компаній.
Біржа працює з неділі по четвер, у неділю з 09:30 до 16:30, з понеділка по четвер — з 09:30 до 17:30.

## Зростання
У 1993 році TASE мала третє місце за кількістю IPO серед усіх світових фондових бірж.
У 2005 році неізраїльські інвестиції в TASE досягли історичного максимуму у 2 мільярди нових шекелів, тоді як TA-25 зріс на 34%. До кінця року членами TASE стали іноземні інвестиційні банки UBS, Deutsche Bank і HSBC.
У 2007 році торгівля становила в середньому 500 мільйонів доларів на день, що на 55% більше, ніж у попередньому році. Кількість біржових фондів (ETF) зросла до 240. Того року також було запущено індекс Tel Bond-20. TA-25 подорожчав на 175% у період 2004–2007 років.
У травні 2008 року Northern Trust створив перший у США біржовий фонд на NYSE на базі еталонного показника TASE, індексу TA-25.

## Індекси фондової біржі

### Фондові індекси в відповідно до ринкової вартості
- Індекс Тель-Авів 35 (раніше «Індекс Маоф») - індекс, що представляє ціну 35 найбільших компаній (з точки зору ринкової вартості) на Тель-Авівській фондовій біржі.
- Індекс Тель-Авів 125 - це показник, що відображає ціну акцій 125 найбільших компаній на фондовій біржі, які включені в базу даних Рімон. Індекс складається з індексу Тель-Авів 35 і індексу Тель-Авів 90. Цей індекс торгується на ринку деривативів TASE.